# Vallée de Chevreuse
 (mai 2020).
Si vous disposez d'ouvrages ou d'articles de référence ou si vous connaissez des sites web de qualité traitant du thème abordé ici, merci de compléter l'article en donnant les références utiles à sa vérifiabilité et en les liant à la section « Notes et références ».
La vallée de Chevreuse est le nom donné à la vallée de l'Yvette, affluent de l'Orge coulant dans les départements des Yvelines et de l'Essonne. Cette appellation désigne l'ensemble des communes situées dans la vallée elle-même, de Lévis-Saint-Nom à Palaiseau, partie haute comme basse, ainsi que par extension les communes des affluents de l'Yvette et des hauteurs environnantes. Les communes de la plaine alluviale, de Palaiseau à Épinay-sur-Orge, ne sont pas concernées par l'appellation.

## Haute vallée et basse vallée
L'appellation de vallée de Chevreuse sert avant tout à désigner la partie haute, qui court de Lévis-Saint-Nom à Gif-sur-Yvette. Il s'agit de la zone la plus rurale, la mieux préservée et la plus pittoresque aujourd'hui.[réf. nécessaire] Elle appartient au pays traditionnel du Pays d'Yveline et dépendait donc du comté de Montfort-l'Amaury (réuni à la Couronne de France en 1547 seulement) par le passé. Elle possède donc sa propre culture locale et il s'agit du terroir du Pays d'Yveline où celle-ci est la mieux préservée et la plus revendiquée. Elle se caractérise par une architecture traditionnelle en pierre de meulière, un dénivelé très marqué et l'importance du couvert forestier.
La basse vallée constitue l'entrée dans le Hurepoix et était autrefois dirigée par les seigneurs de Montlhéry. Elle est très intégrée au sein de la région Île-de-France, dont elle partage la culture historique, fortement urbanisée et appartient à l'unité urbaine de Paris. Elle est desservie par le RER B. L'altitude y est très basse et le dénivelé des coteaux faible. Pour toutes ces raisons, les communes qui la composent ne sont généralement pas vues comme appartenant à la vallée.

## Les vallées affluentes et les hauteurs
L'Yvette prend sa source entre Les Essarts-le-Roi et Lévis-Saint-Nom, sur le plateau des Essarts, une prolongation du massif de Rambouillet.
Son affluent principal est le ru des Vaux-de-Cernay, qui prend sa source au Perray-en-Yvelines, dans le massif de Rambouillet. Il entre ensuite dans les Vaux, petite vallée forestière très encaissée, à Auffargis, puis rejoint l'Yvette à Dampierre-en-Yvelines. Les Vaux sont surplombés par le plateau de Cernay et les Cinq Cents Arpents, une succession de crêtes et d'avancées du plateau des Essarts.
L'Yvette est également alimentée par le Rhodon qui s'écoule de la forêt de Port-Royal à Saint-Rémy-lès-Chevreuse. Il traverse des zones très encaissées et alimente les prés du bocage de Milon-la-Chapelle. La Mérantaise, qui rivalise avec le ru des Vaux pour le titre de principal affluent de l'Yvette, prend également sa source en forêt de Port-Royal, avant de descendre vers Gif-sur-Yvette en passant par Châteaufort.
Si l'on n'inclut quasiment jamais les communes de la basse vallée dans l'aire de la vallée de Chevreuse lorsque l'on s'y réfère, les communes des vallées affluentes et des hauteurs environnantes sont toujours incluses.

## Communes et lieux remarquables
L'importante densité de lieux naturels et historiques remarquables, les fortes particularités locales et l'avancée incessante des agglomérations urbaines vers la haute vallée (Saint-Quentin-en-Yvelines, Paris-Saclay, etc.) ont conduit à son érection en parc naturel régional en 1985.
Communes des vallées affluentes de l'Yvette amont et des hauteurs :
- ru des Vaux : Le Perray-en-Yvelines, Auffargis, Cernay-la-Ville, Senlisse
- Rhodon : Le Mesnil-Saint-Denis, Magny-les-Hameaux, Saint-Lambert, Milon-la-Chapelle
- Mérantaise : Voisins-le-Bretonneux, Magny-les-Hameaux, Châteaufort, Saint-Aubin, Villiers-le-Bâcle
- autres : Choisel, Boullay-les-Troux, Les Molières

Communes de la haute vallée proprement dite : Les Essarts-le-Roi, Lévis-Saint-Nom, Dampierre-en-Yvelines, Saint-Forget, Chevreuse, Saint-Rémy-lès-Chevreuse
Communes de la basse vallée : Gif-sur-Yvette, Bures-sur-Yvette, Orsay, Villebon-sur-Yvette, Palaiseau, Champlan

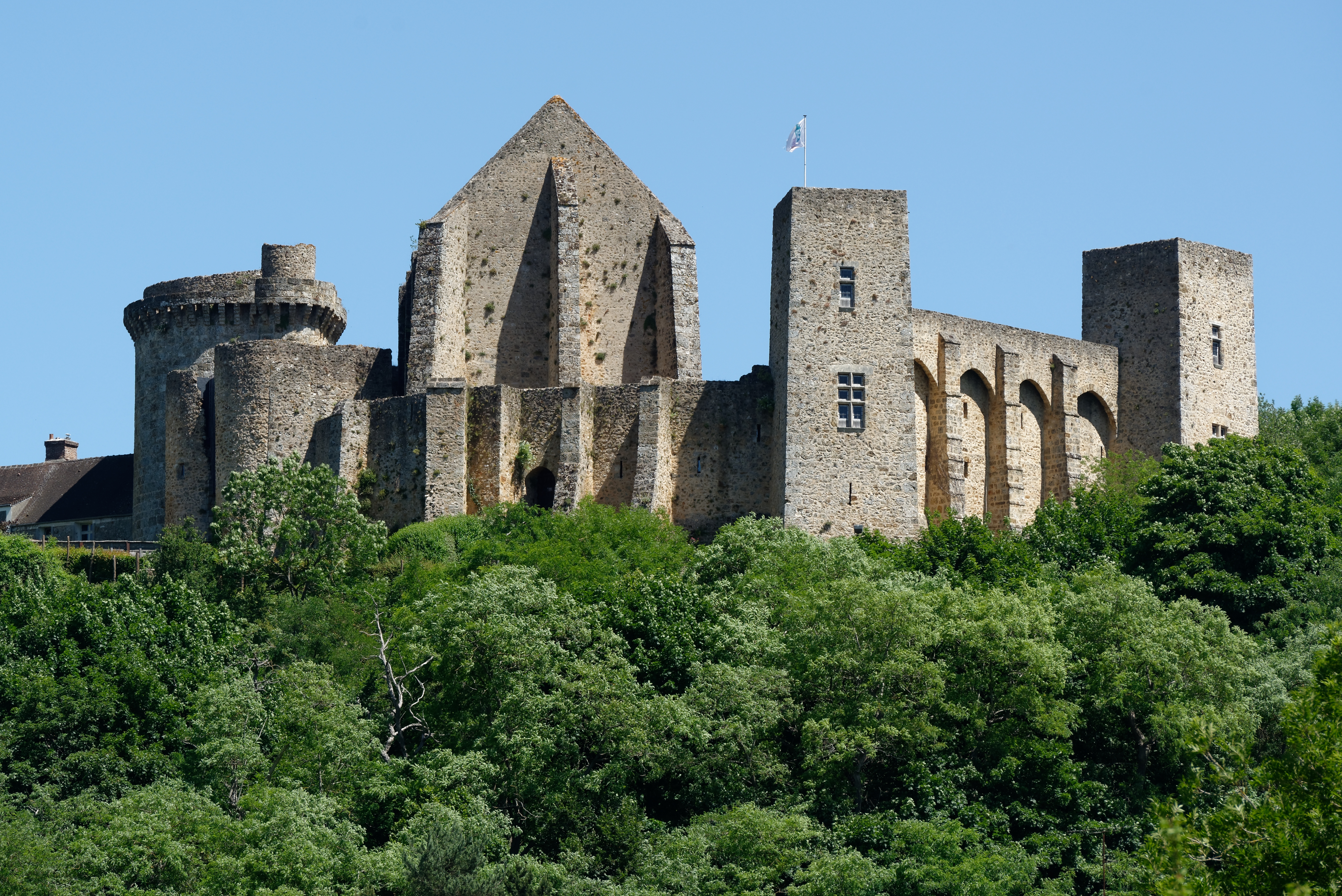
Le château de la Madeleine surplombe la vallée à Chevreuse.

Lieux remarquables : abbaye des Vaux-de-Cernay, cascades des Vaux-de-Cernay, Cinq Cents Arpents, marais de Maincourt, château de Dampierre, Port-Royal des Champs, château de la Madeleine.

## Climat
Malgré la faible altitude, des microclimats existent. Le climat y est plus froid et plus humide que dans les régions avoisinantes. Cette particularité s'explique par l'importance des dénivelés, la succession de petites vallées encaissées peu ensoleillées et de plateaux, le couvert forestier, le relief plus important que dans les régions voisines et les nombreuses zones humides. La neige est fréquente et épaisse en hiver.
Il existe néanmoins des écarts importants entre localités dus à la répartition de ces paramètres et aux changements d'altitude, même maigres (environ 130 m d'écart au maximum dans la haute vallée). Les basses-terres de Chevreuse et de Saint-Rémy-lès-Chevreuse sont les zones les plus douces et les plus humides. Elles sont assez bien abritées du vent du Nord et sont une succession de prés de bocage exposés favorablement au soleil, dans une zone où la vallée devient large. Elles sont cependant soumises aux inondations, qui surviennent généralement lors des crues de mai et de juin. Le fond de vallée des Vaux-de-Cernay est régulièrement soumis à un phénomène d'inversion de températures. Il est peu exposé au soleil en hiver, très humide, recouvert par la forêt et très encaissés. Les flancs des Cinq Cents Arpents sont eux très secs et couverts de pins sylvestres et de sapins.
La localité la plus froide est sans conteste le plateau de Cernay, qui, à égalité avec Saint-Arnoult-en-Yvelines, détient le record de froid de l'Île-de-France (-28 °C). Le gel est présent environ 90 jours par an (contre 40 jours à Trappes), de fin septembre à mi-mai, et la neige tombe entre 20 et 25 jours dans l'année (17 à Trappes, 14 à Paris), de début novembre à début mai. Le nombre de jours où la température dépasse 30 °C s'élève à 10 environ, contre 20 dans le nord-est des Yvelines et dans l'Essonne. Les brouillards hivernaux sont très épais et souvent givrants, pouvant perdurer pendant plus d'une semaine (11 jours en janvier 2017). Les congères sont fréquentes. Il n'est pas rare, en automne, que la neige tombe et tienne sur le plateau, alors qu'il ne fait que pleuvoir à Chevreuse, cent mètres plus bas. Le plateau est également réputé localement pour ses vents, d'où l'existence d'un ancien refuge, l'Abri du Vent.

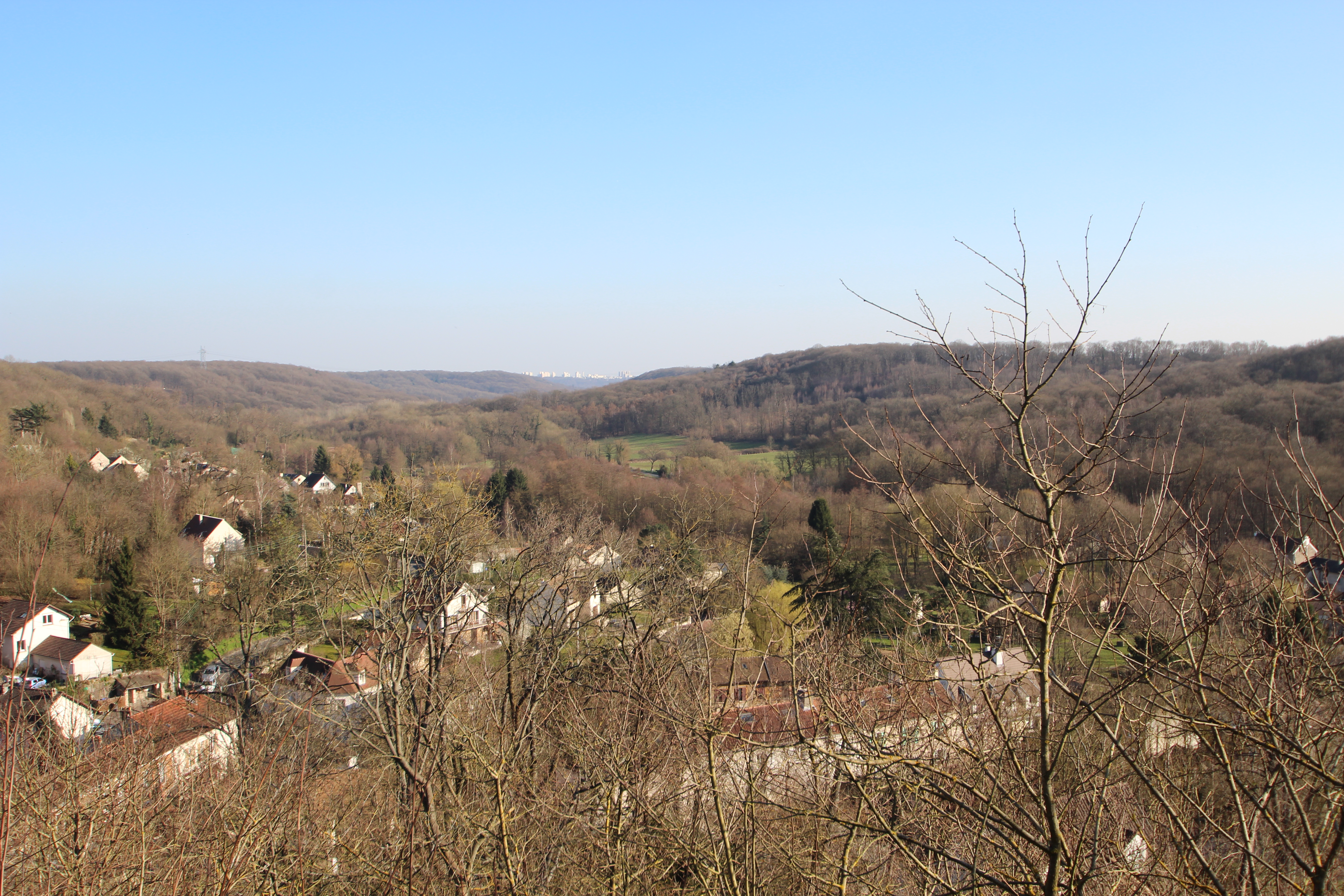
Vue sur Châteaufort à la fin de l'hiver ; les infrastructures urbaines des Ulis se dessinent à l'horizon.

## Vie d'antan
Les hauteurs environnant Chevreuse ont été parcourus par des troupeaux de chèvres pendant des siècles, d'où le nom de la ville. Leur cuir était autrefois tanné sur le cours de l'Yvette, et ce jusque dans les années 1980. Chevreuse vivait largement de cette activité. Il n'en reste aujourd'hui qu'un troupeau, parqué. L'Yvette et ses affluents faisaient véritablement vivre la région, restée assez enclavée jusqu'à une période récente, car outre des tanneries, leurs parcours sont jalonnés de moulins. Un élevage de truites existait au petit moulin des Vaux-de-Cernay, jusqu'à la Première Guerre mondiale au moins. Sur le plateau de Cernay, aux terres plus riches, l'élevage ovin était l'activité centrale jusque dans les années 1960, et perdure encore aujourd'hui. L'élevage bovin se concentre toujours dans les prés de bocage des fonds de vallons, mais les normandes traditionnelles ont été supplantées par les charolaises.
La grande industrie de la région était celle des carrières de grès des Maréchaux, au-dessus des Vaux. À leurs heures les plus fastes, elles employaient plus d'une centaine d'habitants de Cernay-la-Ville et de Senlisse, avant de fermer en 1930.
L'exploitation forestière était également un secteur primordial et garde toujours une certaine importance. Dans les Vaux-de-Cernay, le débardage continue de se faire à cheval.
À partir de la seconde moitié du xixe siècle, la vallée est devenue un lieu d'inspiration pour les artistes et un lieu de villégiature pour les Parisiens aisés qui y ont fait construire de nombreux cottages dans les campagnes. Leur arrivée a permis le développement d'auberges et de restaurants. C'est la popularisation des "dimanches à la campagne" et la demande croissante de verdure au sein de toutes les classes de la société parisienne qui a engendré le désenclavement définitif de la haute vallée pendant l'après-guerre, la région étant, en elle-même peu intéressante économiquement et peu peuplée.

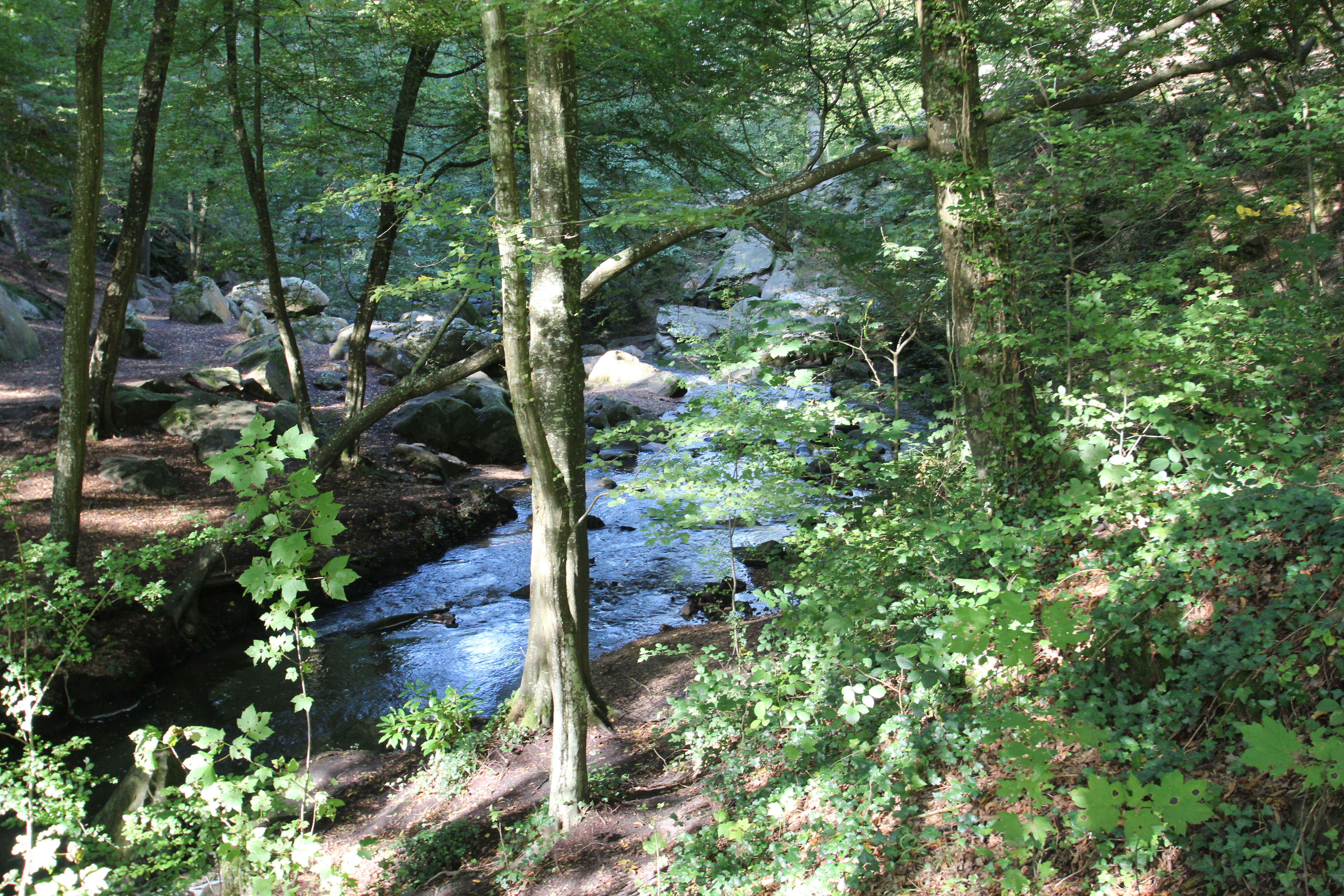
Cascades des Vaux-de-Cernay.

Néanmoins les habitants de la haute vallée dépendent entièrement de la voiture individuelle, les lignes routières de transports en commun étant peu nombreuses et la seule gare étant le terminus de Saint-Rémy-lès-Chevreuse.

## Pôle scientifique en basse vallée de Chevreuse
Elle est devenue depuis les années 1950 un grand pôle scientifique européen, avec notamment l'implantation de l'Université de Paris XI, de Supélec (et aujourd'hui, de CentraleSupélec), de Polytechnique, de l'ENSTA ParisTech, de SupOptique, d'IUT, du CEA (sur le plateau de Saclay), et de la Vallée de l'optique qui s'étend vers Marcoussis, avec entre autres les établissements de recherche d'Alcatel.
Jusqu'à Saint-Rémy-lès-Chevreuse, la vallée est desservie par la branche sud de la ligne de Sceaux, reprise depuis 1977 par le RER B.